# True My Heart
『True My Heart』（トゥルー・マイ・ハート）は、日本の女性歌手・ave;new feat.佐倉紗織によるシングル。2007年9月3日に株式会社ディヴァーツから発売された。
収録曲の「true my heart」は、美少女ゲーム『Nursery Rhyme -ナーサリィ☆ライム-』の主題歌に起用され、「きしめん」という愛称で親しまれている。

## 背景とリリース
収録曲は「true my heart」（盤名は大文字だが曲名は小文字）と「kiss my lips」。共に、ave;newのアルバムには収録されていたが、一般販売のシングルとしては初リリースとなった。背景として、それぞれ2007年の時点でave;newのウェブサイト訪問者の検索ワードの3位と2位である（1位は「ave;new」）ことが公表されている。
「true my heart」は2005年に発売されたゲーム『Nursery Rhyme -ナーサリィ☆ライム-』の主題歌として発表され、ゲームの初回限定版同梱CDに収録された。また、サウンドクリエイターチームave;newのアルバム「suite」にprismヴァージョン、アルバム「virtu」にpremiumヴァージョンが収録された。2007年9月3日には「Lovable mix」バージョンがシングルの形態でリリースされた。佐倉紗織1stアルバム『Lovable』収録のバージョンが最初に収録されており、先行リリースとなっている。また、ave;new 1stベストアルバム「BEST of ave;new 〜the new way〜』にも｢true my heart -the new way mix-｣ が収録された。
「kiss my lips」は、ave;newのアルバム『inlay』（2004年）収録曲。2006年9月16日には、ave;new online storeでの購入特典として配布された「夏だねっ☆魂の特典CD!!」において別バージョン「2006 summer version」が収録された。

## 反響・批評
2007年にニコニコ動画において美少女ゲームのオープニングテーマに空耳の歌詞をつけることがインターネット上で盛んに行われていた背景があり、本楽曲も動画投稿サイトなどで歌詞の「素直な気持ち抱きしめ」が「素直な気持ちできしめん（または「素直な気持ち de きしめん」）」、「想いは優しいKISSで」が「想いは優しいきしめん」と聴こえるとの主張があり、一部では「きしめん」という愛称で呼ばれている。ニコニコ動画上で人気を集めた楽曲を収録したアルバム『CDで聞いてみて。 〜ニコニコ動画せれくちょん〜』にも「true my heart -ave;new NICCO Remix-」として収録された。MikuMikuDance（MMD）でもサンプルデータとして本曲のサビ部分のダンスモーションが「きしめん」のファイル名で付属している。
洋泉社が発行した『アニソンマガジン』のゲームソングレビュー集のなかでライターの坂本寛は、「true my heart」の歌詞の空耳や「きしめん」のコメント弾幕によって注目を浴びたことを「ニコニコ動画初期における最も幸福な事例のひとつ」としている。また、坂本は「true my heart」を「ユーロビート系のアッパーなアイドルソング」と表現した。

## シングル収録曲
1. true my heart -Lovable mix- [5:04]
作詞：a.k.a.dRESS & 佐倉紗織、作曲・編曲：a.k.a.dRESS (ave;new)
2. kiss my lips -Lovers EDIT- [4:21]
作詞・作曲・編曲：a.k.a.dRESS (ave;new)
3. true my heart -premium- [4:45]
作曲・編曲：a.k.a.dRESS (ave;new)
4. True My Heart -HARD dRESS STYLE- [5:16]
作曲・編曲：a.k.a.dRESS (ave;new)
5. true my heart -Lovable mix- (Karaoke) [5:04]
6. kiss my lips -Lovers EDIT- (Karaoke) [4:21]

## クレジット
| ミュージシャン        | 担当                                               |
| --------------------- | -------------------------------------------------- |
| a.k.a.dRESS (ave;new) | キーボード・シンセサイザー・ギター・プログラミング |
| 加瀬竜哉              | アディショナルギター・ベース（3曲目）              |

- ボーカルプロデュース - 根本日出美（ave;new）
- ミキシング - 加瀬竜哉 (BAZOOKA STUDIO)、a.k.a.dRESS (ave;new)

BAZOOKA STUDIO、dRESS-rooMにて行われた。
- 録音

ミキシングと同スタジオで行われた。
- マスタリング - 加瀬竜哉 (BAZOOKA STUDIO)

## カバー
シングルリリース直後の2007年9月9日（8日深夜）、「マキシシングル発売記念」として「ave;new feat.初音ミク」名義での「true my heart」の音源がブログで発表された。ヴォーカルパートをヴァーチャルシンガー（音声合成システムを搭載したソフトウェア音源）「初音ミク」に歌わせたものである。
テレビアニメ「冴えない彼女の育てかた♭」のキャラクターボーカルアルバム「ギャルゲーカバーソングコレクション」で、登場キャラクターである波島出海(cv.赤崎千夏)がカバーしている。